# Chagan
Pour les articles homonymes, voir Chagan (homonymie).
Le Chagan ou Tchagan (du kazakh kazakh : Шаған et en russe : Шаган (Shagan) ou Чаган (chagan)) est une rivière du Kazakhstan qui coule sur le territoire de l'oblys d'Abay. C'est un affluent de l'Irtych en rive gauche. C'est donc un sous-affluent de l'Ob.

## Géographie
Le Chagan prend naissance dans les hauteurs du Sary Arka (Сары-Арка : Monts Jaunes), vaste région de hauteurs qui courent d'ouest en est dans le Kazakhstan central jusque dans l'oblys d'Abay (avant 2022, oblys du Kazakhstan-Oirental) et qui constitue le rebord sud du bassin de l'Irtych. Son cours est globalement orienté du sud vers le nord en direction de l'Irtych. Il se jette dans ce dernier en rive gauche au niveau de la localité de Tchagan, une centaine de kilomètres en aval de la grande ville de Semeï. 

## Hydrométrie - Les débits mensuels à Bestamak
Le Chagan, cours d'eau coulant en région steppique aride, est peu abondant et très irrégulier. 
Son débit a été observé pendant 27 ans (durant la période 1958-1987) à Bestamak, petite ville située à 232 kilomètres en amont de sa confluence avec l'Irtych. 
Le débit inter annuel moyen ou module observé à Bestamak durant cette période était de 1,07 m3/s pour une surface de drainage de 1 890 km2, soit seulement 7 % de la totalité du bassin versant de la rivière. Mais l'écoulement est quasi nul sur la partie non observée de ce dernier. La lame d'eau écoulée dans cette portion du bassin - la plus importante du point de vue de l'écoulement - se monte ainsi à 18 millimètres par an, ce qui est fort modeste et résulte du très faible niveau des précipitations.
Rivière alimentée essentiellement par la fonte des neiges, le Chagan est un cours d'eau de régime nival. 
Les hautes eaux se déroulent au printemps, aux mois d'avril et de mai, ce qui correspond au dégel et à la fonte des neiges. Au mois de mai, le débit baisse fortement, et cette chute se poursuit en juin et en juillet, ce qui constitue le début de la période des basses eaux. Celle-ci a lieu de juillet à février-mars inclus. 
Le débit moyen mensuel observé en janvier et en février (minimum d'étiage) est de 0,01 m3/s (dix litres), soit seulement 0,1 % du débit moyen du mois d'avril (un millième), maximum de l'année (8,10 m3/s en moyenne), ce qui témoigne de l'amplitude extrêmement élevée des variations saisonnières. Sur la durée d'observation de 27 ans, un débit mensuel minimal de 0,00 m3/s a été régulièrement observé pour chacun des mois allant de juillet à mars, tandis que le débit mensuel maximal s'est élevé à 20,7 m3/s en avril 1978.